# احمد مقدسی‌پور
احمد مقدسی‌پور یکی از بازیکنان فوتبال ایران است. این بازیکن در طول در دوران حضورش، در تیم‌های مختلفی من‌جمله ابومسلم خراسان و استقلال اهواز مشارکت داشته‌است.